# Amplirhagada burnerensis
Amplirhagada burnerensis är en snäckart som först beskrevs av Smith 1894.  Amplirhagada burnerensis ingår i släktet Amplirhagada och familjen Camaenidae.

## Underarter
Arten delas in i följande underarter:
- A. b. burnerensis
- A. b. umbilicata